# Danse électro
Ne doit pas être confondu avec Tecktonik, Electro ou Electronic dance music.
La danse électro, aussi appelée electro ou electro dance, est la première danse urbaine française fondée sur des mouvements atypiques inspirés du vogue, du locking, de la house ou du popping, adaptés au rythme de l'electro house. Pratiquée depuis les années 2000 lors des soirées dans certaines boîtes de nuit le Vinyl, le 287 et le Metropolis (à Rungis), cette danse s'est rapidement popularisée par bouche-à-oreille, grâce à des vidéos postées sur des sites communautaires et d'hébergement de vidéos et notamment lors de la Techno Parade 2007 de Paris.

## Histoire

### Origines
En 2002, Alexandre Barouzdin et Cyril Blanc organisent les soirées Tecktonik Killer dans le cadre de leur projet Tecktonik Events dont le but était de promouvoir en France deux styles musicaux issus de Belgique et des Pays-Bas : le hardstyle et le jumpstyle. Ce projet prévoyait, pour le Metropolis (Rungis, Val-de-Marne), la création de trois types de soirées où devaient se réunir des disc jockeys du domaine du hardstyle : les soirées Blackout, les soirées Electro Rocker et les soirées Tecktonik Killer. Cyril Blanc explique que le nom « tecktonik » est un jeu de mots avec la tectonique des plaques.
C’est en 2006 que la danse électro commence à se faire réellement connaître lors de ces soirées, notamment à travers la figure de William Falla (dit Treaxy), jeune clubbeur qui deviendra vite égérie du mouvement. L’usage de bracelets lumineux et les jeux de bras qui y sont associés popularisent énormément cette pratique, qui se propage par la suite dans d’autres clubs parisiens tels que le Mix Club et le Redlight, tous deux dans le quartier du Montparnasse.
Des principaux courants qui ont amené à cette naissance, on retient aujourd’hui le hardstyle, le vertigo et le milkyway. La danse électro s’est instinctivement créée autour de la musique électronique et est donc formatée pour danser sur celle-ci.

### Conquête du grand public
À chaque club, différents styles de danse étaient associés. Par exemple, le style de danse électro retrouvé au Metropolis était davantage orienté vers le hardstyle qu’au Mixclub, où l’on retrouvait un style plus proche du milkyway. Avec ces différents styles, des communautés d’amis se composent peu à peu, communautés de clubbeurs passionnés. La pratique du battle (confrontation de danse) s’installe dans un premier temps dans les clubs, où de façon spontanée, les danseurs se défient les uns les autres afin de mesurer leurs niveaux. Avec l’essor simultané des premiers réseaux sociaux (MSN Messenger, Skyblog) et des premières plateformes de streaming (YouTube, Dailymotion), les rivalités se prolongent au-delà des soirées en club, et sur la toile. Les vidéos mises en ligne font vite le buzz et la danse électro commence dès lors à se faire connaître du grand public.
Parallèlement aux soirées Tecktonik Killer, Cyril Blanc et Alexandre Barouzdin fabriquent, avec l'aide de designers et de commerciaux, tous les symboles (empruntés à d'autres styles) entourant le phénomène tecktonik : couleurs fluos, mitaines metal, crête punk, vêtements moulants emo, etc.. Face aux succès de ces soirées, Alexandre Barouzdin et Cyril Blanc déposent les marques « Tecktonik » et « TCK » à l'INPI puis à l'international en 2007 afin d'empêcher les autres clubs de promouvoir leurs soirées en utilisant ces termes. De nombreux produits dérivés de ces soirées sont ensuite créés dont des compilations, une marque vestimentaire, des boissons énergétiques, etc. La marque devient sponsor officiel de la danse électro. Le grand public commence alors à parler à tort de danse « Tecktonik ».
Alors que se généralise ce quiproquo dans toute la France, d’autres icônes de la danse électro émergent avec moins de médiatisation, sans être affilié d’une manière ou d’une autre à la marque tecktonik. Ceux-ci sont notamment représentés par le groupe SMDB.
À Paris, l’organisation dès 2007 de certains rendez-vous en extérieur connus sous le nom de Dance Generation (notamment dans le quartier des Halles), permet à la danse électro de sortir physiquement des clubs et de partir à la conquête d’un public plus jeune. Ces rendez-vous en après-midi sont en général filmés et diffusés sur les plateformes de streaming. À partir de là, la danse électro s’invite dans la vie de tous les jours. On assiste de plus en plus à la mise en ligne de vidéos de jeunes adolescents faisant démonstration de leur talent de danse via leur webcam, à des battles de rue entre amis, rendez-vous planifiés en club etc. Cette synergie entre, d’une part, la généralisation de la pratique, et d’autre part, le succès des vidéos mises en ligne, érige la danse électro en art de vivre à part entière, et auquel toute une génération se voue désormais corps et âme. Dance Generation, à son tour, s’exporte sous forme de licence au-delà des frontières franciliennes pour partir à la conquête de l’ensemble de la France (Lyon, Marseille…). De nouveaux adeptes de la danse électro émergent dès lors aux quatre coins du pays.

### Battle electro, culture underground
Les prémices de la culture du battle de danse électro peuvent être retracées aux soirées tecktonik du Metropolis, lors desquelles était mis en place un ring de combat au milieu du dancefloor. Toujours en 2007, alors que dans un premier temps, ces battles se font en clubs de façon spontanée et dans une optique relativement insouciante, l’organisation du Vertifight, événement de battle de danse electro ayant lieu en gymnase, va changer la donne. Cet événement est organisé, sur le modèle des battles hip-hop, par trois figures emblématiques de la danse hip-hop en France : Youval, Steadygun et Hagson (membre fondateur du célèbre collectif Wanted Posse).
Au même moment, le mouvement tecktonik, après un pic de popularité en 2007 et 2008, sombre en 2009 dans une impopularité absolue, et la danse électro est quant à elle de moins en moins pratiquée dans les clubs.
Après une première édition plutôt confidentielle, le Vertifight gagne assez vite son succès pour faire salle comble dès sa quatrième/cinquième édition en 2009. Dans les gymnases, le « cypher » (espace délimité sur lequel les danseurs s’affrontent) devient dès lors, au même titre que le dancefloor des clubs, l’espace par excellence de l’expression de la danse électro. Une nouvelle génération, plus jeune et issue en grande partie des classes populaires, s’impose d’année en année comme porteuse de la culture.
Le Vertifight devient le point de rencontre entre cette nouvelle génération et les stars de l’ère clubbing de la danse électro. L’image de la danse électro se détache de plus en plus de celle, devenue très embarrassante, de tecktonik : le mulet laisse place aux lissages de cheveux type manga, les bracelets et débardeurs fluos sont abandonnés au profit d’un look plus street dont le jean slim reste cependant le principal élément de distinction vis-à-vis du style hip-hop et de ses baggys.
Un goût pour la confrontation commence à s’installer collectivement dans une culture qui était jusque-là essentiellement basée sur la festivité. C’est ainsi qu’une volonté d’apporter une qualité sérieuse pour prouver sa valeur en tant que danseur permet à la danse électro de gagner en sophistication et en technique : on ne cherche plus seulement à s’amuser, mais à impressionner. Le Vertifight confirme alors la danse électro comme danse de compétition à part entière.
Comme beaucoup des danseurs de la « génération Vertifight » ont une forte expérience des sports d’équipe, un très fort esprit d’équipe et de compétition s’installe, et les rivalités passionnelles qui en découlent font le nid de la naissance des crews dont chacun se démarque par une identité forte, comme la Rythmik Crew, l’Alliance Crew, l’Electro Street ou la C4 Electro. Cette hargne se traduit aussi dans l’explosivité et la vitesse d’exécution du mouvement, qui se développe à ce moment-là et qui rompt avec le groove nonchalant associé aux clubs. Sur le même modèle des buzz liés à la danse électro dans les clubs, les rivalités du Vertifight se prolongent au-delà du gymnase via internet, notamment à travers un forum en ligne dédié. Le « 1000% », c’est-à-dire le fait de défier un rival en danse en-dehors du cadre des compétitions organisées, devient une tradition. Les battles sont quasi-instantanément diffusés par Youval sur les plateformes de streaming, ce qui contribue également à l’essor du Vertifight. La notoriété des danseurs se fait dès lors de façon beaucoup plus rapide et spontanée.
Entre 2008 et 2012, la licence Vertifight commence à se vendre à l’étranger, comme en Italie au Maroc, au Cameroun, au Mexique, en Colombie, en Argentine, au Sénégal, en Mongolie, et aux États-Unis. En France en 2010, le Vertifight, jusque-là championnat national de danse électro, devient Vertifight World, championnat du monde.
Après une dernière édition du Vertifight World en 2016, ce sont les danseurs eux-mêmes qui reprennent le flambeau en tant qu’organisateurs. C’est notamment le cas de Milliard, chef de la Rythmik Crew, et organisateur depuis 2013 du LRC (Life’s Round Contest), battle qui s’impose dès la fin du Vertifight comme événement numéro 1 de la communauté électro. Depuis 2020, c’est surtout le festival Frequency, organisé par HFlow à la Gaîté-Lyrique, qui domine le terrain événementiel. On peut citer toute une série d’autres événements: Spear Tournament, Urban Mix Contest, E-Lines, Arena Master, Boma Mutu, Only4Electro, et les battles de l’association Citélectro.

### Tournant artistique et professionnel
En 2010, la chorégraphe Blanca Li, après un véritable coup de foudre pour la danse électro, décide de la défendre à travers un spectacle : Elektrokif. Après ce premier succès, la tournée se fait jusqu’à l’internationale : tournée européenne et asiatique… En 2016, Blanca Li réalise le film Elektro Mathematrix, adaptation d’Electrokif. En 2018, elle met en scène un deuxième spectacle de danse électro : Elektrik.
C’est le début d’une nouvelle ère pour la danse électro : celle de la professionnalisation dans le monde artistique. La danse électro se retrouve modifiée dans sa substance même. Sa pratique sur l’espace de la scène fait ressortir un aspect davantage artistique, dans la recherche d’émotion et de lyrisme. Cette nouvelle patte artistique va jusqu’à épouser la fièvre du battle pour créer une nouvelle énergie hybride. De réelles perspectives professionnelles à long terme dans le monde de la danse s’ouvrent pour la première fois à l’ensemble de la communauté electro. On apprend à danser l’électro sur des musiques autres, comme la musique classique. Par la suite, d’autres chorégraphes de renom font le choix d’accorder une visibilité à la danse électro dans leurs spectacles : Anthony Egea (Bliss) en 2014, Bintou Dembélé (Les Indes galantes), Marion Motin (Le Grand sot). Du côté de l’industrie musicale grand public, la danse électro se défend dans les spectacles d’artistes d’envergure tels que Christine and the Queens et Angèle. Au cinéma, Gaspar Noé participe lui aussi en 2018 à la diffusion de la danse électro dans son film Climax, où le crew Electro Street occupe une place de premier plan.
En 2020, Miel Malboneige et HFlow (organisateur du festival Frequency) créent la Planke, première école française de danse électro. En 2021, l’Electro Street se mue en compagnie et met en scène un spectacle entièrement consacré à la danse électro, premier depuis les pièces de Blanca Li : 24h avec la Street. En 2022, la Cie Mazelfreten (Brandon  Masele & Laura Defretin) met en scène le spectacle Rave Lucid, collaboration entre danseurs électro des anciennes et nouvelles générations.

### Electro et hip-hop
De l’âge d’or du mouvement tecktonik contemporain, les relations entre la communauté des danseurs électro et les autres communautés de danse urbaine, notamment hip-hop, ont fortement évolué. À la suite du déclin de tecktonik, l’electro fait dans un premier temps l’objet d’un grand mépris de la part de la sphère hip-hop. Avec le Vertifight, les choses commencent à changer : les organisateurs Youval, Steady et Hagson, acteurs phares de la culture hip-hop française, organisent en 2010, un battle Electro vs Hip-hop. Après cette première forte impression, l’électro continue de se défendre lors d’événements de danse hip-hop, grâce notamment à des danseurs tels que Naïm de la Rythmik Crew et Taylor Kastle de l’Electro Street.
En résulte, à terme, l’acquisition d’un profond respect pour l’électro de la part du milieu de la danse de façon générale : hip-hop, breakdance, contemporaine, classique, voguing, krump, et waacking. Désormais, la danse électro est largement validée par le monde professionnel et académique de la danse pour sa technicité, sa musicalité et sa valeur artistique.

### Mouvement féminin
Au LRC 2015, une catégorie de battle E-Queenz spécialement féminine est mise en place à l’initiative de la danseuse Cyaah, puis par Soniaah de la Rythmik Crew. De cette catégorie, des pages dédiées sont créées sur les réseaux sociaux comme Facebook et Instagram. L’expression « E-Queen » se généralise assez vite pour désigner, tout simplement, une danseuse electro. Le mouvement s’internationalise également et voit ses représentantes activistes se développer aux quatre coins du monde : Espagne, Mexique, Russie, et surtout Japon, où la danseuse Chiho Yokohama développe la communauté electro à la majorité la plus féminine du globe.
En 2020, la communauté électro française compte également, parmi ses nouvelles générations, une population féminine de plus en plus majoritaire.

## Caractéristiques
Cette danse se caractérise par une gestuelle à la fois circulaire et ample autour du corps, exécutée de façon énergique, voire frénétique. Chaque danseur possède un « blaze », l'équivalent d'un pseudonyme, après avoir acquis une certaine réputation. Ils se regroupent par crew ou par team (équipe), dans le but d'évoluer ensemble. Les battles sont des concours de danse durant lesquels des jurys jugent les danseurs en fonction de leur qualité artistique. Les danseurs les pratiquant se sont notamment inspirés des danses hip-hop[réf. nécessaire]. Elles sont notamment pratiquées dans les rues, les cours d'écoles ou en discothèque. Mais surtout, les battles sont pratiqués majoritairement dans des compétitions organisées appelées Vertifight. Elle se danse sur toutes musiques électroniques, mais généralement, des sons bien spécifiés sont utilisés pour une simple recherche de musicalité.

## Danses associées
Il existe en 2012 plusieurs styles dans l'electro que l'on peut définir, en voici les principaux styles récurrents et leur principaux acteurs :
- Punch electro : style de danse le plus pratiqué. Consiste à donner de l’énergie à sa danse en effectuant des sauts, en tapant de manière vive sur les basses ;
- Pure electro : le style de danse le plus underground de l'electro, uniquement des mouvements de bras exécutes à des vitesses différentes ;
- Hhelectro : style s'inspirant des mouvements du popping (proche de l'abstract electro). C'est un style critiqué par certains danseurs qui le jugent trop éloigné de l'electro pure et étant trop hip-hop ;
- Abstract electro : style se basant sur l’esthétique des mouvements. Le danseur d'abstract electro est capable de ponctuer sa danse de pauses/ralentissements et de Tetris ;
- Hypno electro : style de danse visant à faire croire à des mouvements impossibles par des illusions d'optique ;
- Flex electro : style mêlant les mouvements de bras electro à la flexibilité du bone breaking ;
- Kika n'est pas un style de danse à proprement parler mais se caractérise par le fait de crier « KIKA » et à soutenir le danseur en reproduisant ses mouvements à la fin de sa phase : « Est propre à l'Alliance Crew »[29].

## À l'international

### Russie
Avec les plateformes de streaming comme YouTube et Dailymotion permettant la diffusion à grande échelle des vidéos du Vertifight, la danse électro s’exporte à l’étranger dès 2009, notamment en Russie, où les battles Vertifight sont très rapidement organisés. Des danseurs français y organisent ensuite rapidement des masterclasses et permettent à l’électro de se développer par une transmission directe de leurs compétences au public russe. La communauté des danseurs électro en Russie se concentre notamment à Moscou, Krasnodar, Lobnia et surtout Saint-Pétersbourg, où le danseur Singa (Tekstil Crew) organise depuis 2012 le battle international Move&Prove, s’imposant comme principal activiste de la discipline dans le pays.
Le style des danseurs russes se caractérise dans un premier temps par des mouvements de bras très rapides et ininterrompus. Avec l’ascension de Singa (Tekstik Crew), une plus grande influence du style hardstyle se développe dans la danse électro russe : mouvements amples et étirés. Celle-ci est globalement pratiquée de façon très académique, avec une très forte technicité et une propreté au niveau des jeux de bras. Il y a une tendance à l’uniformité des styles de danse plus présente qu’en France. On observe également une ouverture générale des danseurs électro russes vers la danse contemporaine. La communauté electro russe se démarque par la grande diversité de ses tranches d’âge, qui s’étendent des enfants de maternelle aux quinquagénaires. Elle compte entre 300 et 500 adeptes, contre moins de 100 en France.

### Mexique
Au Mexique, la culture se développe également via Internet, puis l’importation de la licence Vertifight en 2010. L’électro mexicaine se fait vite remarquer en France, au premier Vertifight World de 2011. En 2015, la 8PEM (originaire de et de) remporte le titre de champions du monde au Vertifight World.
Les communautés mexicaines de danseurs électro sont éparpillées à travers tout le pays. Le principal représentant de la danse électro au Mexique est Danoteck. À Durango est organisé l’Electro Dance Camp, principal événement de danse électro d’Amérique latine. Le Solo Baile, top 16 national du Mexique, se tient quant à lui à Tijuana. On compte aussi des communautés importantes à Mexico et Guadalajara. De façon globale, les danseurs les plus connus sont souvent ceux ayant fait leurs preuves face à des danseurs français. Des battles de rue sont régulièrement organisés de façon spontanée.
Le style de danse électro des Mexicains est principalement marqué par les contorsions et le tutting, ainsi que par une recherche d’impact visuel à travers les techniques de bras et des « phases ». On retrouve une agressivité et une pêche dans le mouvement qui rappelle celle des danseurs français à l’époque du Vertifight. Ils dansent en général sur des musiques hardcore. Le jeu de jambe est davantage statique que dans les autres pays.

## Associations et compétitions
- Vertifight[5] est la compétition principale de la danse électro. Créé en août 2007 par Youval, Steady et Hagson sont des organisateurs du milieu hip-hop, les événements battles de danse électro se sont rapidement transformés en round de qualification pour le championnat de France dont la première édition a déjà eu lieu le 14 décembre 2007 à Paris.
- Electro Ground Collectif (dit EGC), association organisant des événements et entraînements dans l'Ouest de la France[32]
- Elektro Kif, spectacle chorégraphié en 2010 par Blanca Li pour 8 danseurs electro[33] et tournant dans toute la France. Ce spectacle rencontre un succès notable au cours d'une tournée en Angleterre et en Asie en 2012.
- Ghetto Land, compétition HIP-HOP à la défense fondée par Youval (staff Vertifight) intégrant une catégorie electro[34].
- Life's Round Contest, compétition electro et hip-hop opposant des danseurs de ces deux catégories, organisé par Jimmy Medina Alias Milliard (RK) et se déroulant au Divan du monde ainsi qu'à La Bellevilloise à Paris[35].